# Coleophora peterseni
Coleophora peterseni é uma espécie de mariposa do gênero Coleophora pertencente à família Coleophoridae.